# Arrhenechthites novoguineensis
Arrhenechthites novoguineensis là một loài thực vật có hoa trong họ Cúc. Loài này được (S.Moore) Mattf. mô tả khoa học đầu tiên năm 1938.